# Yeşilırmak
Der Yeşilırmak (wörtlich „Grüner Fluss“) ist ein Fluss im Norden der Türkei.

## Name
In der Antike hieß der Fluss Ἴρις (Íris). Die Hethiter nannten ihn vermutlich Kummešmaḫa.

## Geographie
Der Yeşilırmak entspringt in den Yeşilırmak-Bergen südlich der Ortschaft Şerefiye in der Provinz Sivas.
Im Oberlauf fließt er in überwiegend westnordwestlicher Richtung durch das Bergland. Dabei fließt er parallel zu dem weiter nördlich verlaufenden Kelkit Çayı, der im Unterlauf auf ihn trifft. Der Yeşilırmak wird im Oberlauf von der Almus-Talsperre aufgestaut. Unterhalb dieser befindet sich die kleinere Ataköy-Talsperre. Der Yeşilırmak passiert später die Städte Tokat und Turhal. Schließlich nimmt er den Çekerek Çayı von links auf, wendet sich nach Norden und durchfließt die Großstadt Amasya. Dort mündet der Tersakan Çayı von Westen kommend in den Yeşilırmak. Anschließend fließt dieser ein Stück nach Osten, an Taşova vorbei, bis zur Einmündung des Kelkit Çayı. Nun durchschneidet er den Gebirgszug Canik Dağları des Pontischen Gebirges in nördlicher Richtung. Die beiden Talsperren Hasan-Uğurlu und Suat-Uğurlu liegen an diesem Flussabschnitt. Schließlich erreicht der Yeşilırmak östlich von Samsun die Küstenebene.
Er passiert noch die Stadt Çarşamba, bevor er im Çarşamba-Delta ins Schwarze Meer mündet.
An seinem Flusslauf liegen die Provinzen Sivas, Tokat, Amasya und Samsun.
Der Yeşilırmak ist 519 km lang. Sein Einzugsgebiet umfasst 36.100 km².
Der mittlere Abfluss beträgt 121 m³/s. Der höchste bisher gemessene Abfluss beträgt 1914 m³/s, während der geringste bei 1,83 m³/s liegt.